# Eurylepis
Eurylepis is een geslacht van hagedissen uit de familie skinken (Scincidae).

## Naam en indeling
De wetenschappelijke naam van de groep werd voor het eerst voorgesteld door Edward Blyth in 1854. Er zijn twee soorten, van de soortbeschrijving van Eurylepis poonaensis wordt wel vermoed dat het eigenlijk Eurylepis taeniolatus betreft. In dat geval zou het geslacht monotypisch worden.

## Verspreiding en habitat
Beide soorten komen in delen van Zuid-Azië, Centraal-Azië en het Midden-Oosten. De skinken leven in de landen Afghanistan, India, Iran, Irak, Jemen, Jordanië, Pakistan, Saoedi-Arabië en Turkmenistan.
Door de internationale natuurbeschermingsorganisatie IUCN is aan een soort een beschermingsstatus toegewezen. Eurylepis poonaensis wordt als 'bedreigd' beschouwd (Endangered of EN).

## Soorten
Het geslacht omvat de volgende soorten, met de auteur en het verspreidingsgebied.
| Naam                  | Auteur       | Verspreidingsgebied                                                                    |
| --------------------- | ------------ | -------------------------------------------------------------------------------------- |
| Eurylepis poonaensis  | Sharma, 1970 | India                                                                                  |
| Eurylepis taeniolatus | Blyth, 1854  | Afghanistan, India, Iran, Irak, Jemen, Jordanië, Pakistan, Saoedi-Arabië, Turkmenistan |